# Andrea C (schip, 1948)
Het cruiseschip Andrea C was aanvankelijk een Amerikaanse oorlogsvrachtschip met de naam Ocean Virtue en werd gebouwd in 1942. Het schip werd in 1943 voor Sicilië getorpedeerd en bracht de rest van de oorlog door in Italië. Costa Cruises kocht het schip in 1946, eerder dus dan Costa’s Anna C, maar het schip kwam pas in juni 1948 in dienst, een paar maanden na de Anna C. Net als de Anna C voer het schip van Genua naar Zuid-Amerika en heeft ze meer dan tien jaar op deze route gevaren. Andrea C kreeg in 1959 een facelift met een nieuwe boeg, bovenbouw en schoorsteen. Vanaf toen werd het schip ook een deel van het jaar ingezet als cruiseschip. In 1970 werden verdere verbeteringen aangebracht, waaronder de uitbreiding achter de bovenbouw en de toevoeging van een badkamer aan alle hutten. Andrea C bracht haar laatste jaren door in de Middellandse Zee, en werd in 1981 buiten gebruik gesteld en vervangen door het cruiseschip Columbus C. Andrea C werd gesloopt in La Spezia in 1983.